# Elezioni comunali in Sardegna del 2025

Le elezioni comunali in Sardegna del 2025 si sono tenute l'8 e 9 giugno.

## Riepilogo sindaci eletti
| Provincia | Comune | Sindaco uscente | Sindaco uscente      | Sindaco eletto | Sindaco eletto      | Primo turno | Primo turno | Secondo turno | Secondo turno | Seggi   |
| Provincia | Comune | Sindaco uscente | Sindaco uscente      | Sindaco eletto | Sindaco eletto      | Voti        | %           | Voti          | %             | Seggi   |
| --------- | ------ | --------------- | -------------------- | -------------- | ------------------- | ----------- | ----------- | ------------- | ------------- | ------- |
| Nuoro     | Nuoro  |                 | Giovanni Pirisi (CP) |                | Emiliano Fenu (M5S) | 11.289      | 63,05       | —             | —             | 16 / 24 |

## Provincia di Nuoro

### Nuoro
|                                                  | Emiliano Fenu ✔️ Sindaco | 11 289               | 63,05 | Riformisti per Nuoro - Partito Democratico | 3 280  | 19,00 | 5  |  |  |
| Movimento 5 Stelle                               | Emiliano Fenu ✔️ Sindaco | 11 289               | 63,05 | 2 280                                      | 13,21  | 4     |    |  |  |
| Uniti per Fenu Sindaco                           | Emiliano Fenu ✔️ Sindaco | 11 289               | 63,05 | 1 573                                      | 9,11   | 2     |    |  |  |
| Progressisti Nuoro - Liberu                      | Emiliano Fenu ✔️ Sindaco | 11 289               | 63,05 | 1 183                                      | 6,85   | 2     |    |  |  |
| Alleanza Verdi e Sinistra                        | Emiliano Fenu ✔️ Sindaco | 11 289               | 63,05 | 978                                        | 5,67   | 1     |    |  |  |
| Sinistra Futura                                  | Emiliano Fenu ✔️ Sindaco | 11 289               | 63,05 | 814                                        | 4,72   | 1     |    |  |  |
| Partito Socialista Italiano - Socialisti Nuoresi | Emiliano Fenu ✔️ Sindaco | 11 289               | 63,05 | 786                                        | 4,55   | 1     |    |  |  |
| Totale liste                                     | Emiliano Fenu ✔️ Sindaco | 11 289               | 63,05 | 10 894                                     | 63,11  | 16    |    |  |  |
|                                                  | Giuseppe Cucca           | 4 601                | 25,70 | SiAmo Nuoro                                | 1 333  | 7,72  | 2  |  |  |
| Cucca Sindaco                                    | Giuseppe Cucca           | 4 601                | 25,70 | 1 033                                      | 5,98   | 1     |    |  |  |
| Forza Nuoro al Centro                            | Giuseppe Cucca           | 4 601                | 25,70 | 905                                        | 5,24   | 1     |    |  |  |
| Cambiamo Nuoro ora!                              | Giuseppe Cucca           | 4 601                | 25,70 | 601                                        | 3,48   | 1     |    |  |  |
| Partito Sardo d'Azione                           | Giuseppe Cucca           | 4 601                | 25,70 | 499                                        | 2,89   | –     |    |  |  |
| Riformiamo Nuoro                                 | Giuseppe Cucca           | 4 601                | 25,70 | 360                                        | 2,09   | –     |    |  |  |
| Seggio di coalizione                             | Seggio di coalizione     | Seggio di coalizione | 25,70 | 1                                          |        |       |    |  |  |
| Totale liste                                     | Giuseppe Cucca           | 4 601                | 25,70 | 4 731                                      | 27,41  | 6     |    |  |  |
|                                                  | Lisetta Bidoni           | 1 618                | 9,04  | Progetto per Nuoro                         | 1 405  | 8,14  | 2  |  |  |
|                                                  | Domenico Mele            | 397                  | 2,22  | Democrazia Sovrana Popolare                | 233    | 1,35  | –  |  |  |
| Totale                                           | Totale                   | 17 905               | 100   |                                            | 17 263 | 100   | 24 |  |  |
|                                                  |                          |                      |       |                                            |        |       |    |  |  |
| Fonte: Ministero dell'interno                    |                          |                      |       |                                            |        |       |    |  |  |

1. ↑  Include candidati di Europa Verde, Sinistra Italiana, Socialisti nuoresi e Sinistra Sarda.
2. ↑  Include candidati di Fortza Paris.
3. ↑  Candidato sostenuto da Azione e Italia Viva
4. ↑  Include candidati della Lega per Salvini premier
5. ↑  Include candidati di Un’altra Sardegna
6. ↑  Include candidati di Forza Italia e dell'Unione di Centro
7. ↑  Include candidati di Fratelli d'Italia
8. ↑  Include candidati di Volt Italia